# バレミテス亜科
バレミテス亜科（学名：Barremitinae）は、アンモナイト亜目デスモセラス上科デスモセラス科に属する亜科。

## 概要
本亜科の渦の断面は、ほぼ円形から長方形、oxyconic 形まで様々である。肋はあっても弱い。縫合は比較的単純であり、著しく後退した懸垂葉はない。
これらのアンモナイトは、前期白亜紀、後期バランギニアンから後期バレミアンにかけて生息していた。

## 分布
モロッコ、スペイン（グラナダ県、ムルシア州、ハエン県）、フランス（プロヴァンス）、イタリア、オーストリア、ハンガリー、スロバキア、ブルガリア、アメリカ（ジョージア州、オレゴン州）、トリニダード・トバゴ、日本、エジプトで記録されている。